# Lena-Lisa Wüstendörfer
Lena-Lisa Wüstendörfer (Zúrich, 1983) es una directora de orquesta y musicóloga suiza. Es directora principal de la Swiss Orchestra.

## Vida y trabajo
Lena-Lisa Wüstendörfer creció en Zúrich. Es hija del actor Edzard Wüstendörfer.
Wüstendörfer estudió violín y dirección de orquesta en la Hochschule für Musik de Basilea. Al mismo tiempo, completó estudios de musicología y economía en la Universidad de Basilea, donde escribió su tesis doctoral sobre Gustav Mahler. La Fundación de Estudios Suizos la apoyó, al igual que la Fundación Ernst Göhner y la Akademie Musiktheater heute de la Fundación Deutsche Bank. Wüstendörfer amplió sus estudios de dirección con Sylvia Caduff y Roger Norrington, y fue directora asistente de Claudio Abbado.

## Directora
Wüstendörfer tiene un amplio repertorio de conciertos. Los compromisos la han llevado a la Orquesta Sinfónica de Lucerna, la Orquesta de Cámara de Zúrich, el Musikkollegium Winterthur, la Camerata Schweiz, la Sinfonietta de Basilea, la Orquesta Sinfónica del Jura, la Orquesta de la Ópera y el Museo de Frankfurt o la Orquesta Filarmónica de Tailandia.
Wüstendörfer es la fundadora y directora musical de la Swiss Orchestra, que interpreta obras de autores suizos por todo el país, con compositores como Edouard Dupuy, Hans Huber y Johann Carl Eschmann. El objetivo es tender puentes musicales entre las regiones lingüísticas de Suiza y propiciar "un renacimiento de la música sinfónica suiza". Wüstendörfer es también directora artística del Berner Bachchor y actúa internacionalmente como directora invitada.

### Musicóloga
La investigación de Wüstendörfer se centra en la historia de la recepción y la interpretación, especialmente de Gustav Mahler y Felix Weingartner. Fue profesora adjunta en el Seminario de Musicología de la Universidad de Basilea y escribió su tesis doctoral con Matthias Schmidt sobre la historia de la interpretación de la Cuarta Sinfonía de Gustav Mahler. Su antología Mahler-Interpretation heute  fue descrita por el Neue Zürcher Zeitung como una "estimulante lectura obligada" que "se encuentra entre lo más fascinante que se ha publicado recientemente sobre la recepción de Mahler".